# Lophodentina
Lophodentina is een geslacht van uitgestorven kreeftachtigen uit de klasse van de Ostracoda (mosselkreeftjes).

## Soorten
- Lophodentina bicostata (Drexler, 1958) Malz, 1961 †
- Lophodentina lacunosa Apostolescu, 1959 †
- Lophodentina pulchella (Apostolescu, 1959) Donze, 1985 †
- Lophodentina pumicosa Apostolescu, 1959 †
- Lophodentina striata Boomer, 1991 †
- Lophodentina tricostata (Michelsen, 1975) Bate & Coleman, 1975 †
- Lophodentina ultima (Braun, 1963) Ohmert, 1988 †
- Lophodentina ventricosa Wasfi, El Sweify & Abdelmalik, 1982 †